# Nacho Villa
Ignacio Villa Calleja, més conegut com a Nacho Villa, (Madrid, 1960) és un periodista espanyol nascut en Madrid. A més de posseir la carrera de periodisme, posseeix una llicenciatura en Història Moderna i Contemporània.

## Inicis
Va començar a treballar per a Radio Exterior de España i RNE. En 1991 es converteix en responsable dels serveis informatius de cap de setmana en la Cadena COPE. Al poc temps, trasllada la seva residència a Regne Unit, on exercirà la corresponsalia de la cadena per un període de dos anys. Entre 1994 i 1997 exerceix la funció de corresponsal en Brussel·les. Realitza durant cinc anys la revista de premsa internacional a La Mañana d'Antonio Herrero. En 1997 és nomenat cap de secció de l'àrea de Política i Nacional; realitzant desenes de viatges nacionals i internacionals, acompanyant a diferents presidents de Govern, assistint a Cimeres Internacionals i més d'una dotzena de campanyes electorals.

## COPE i RTVCM
En 2002 es converteix en El espía de La tarde que Cristina López Schlichting dirigia a la Cadena COPE. Des de 2003 comença a compaginar càrrecs de subdirector d'Informatius i l'anterior de cap de secció en Política i Nacional. Entre 2004 i agost de 2009 exerceix el càrrec de director dels Serveis Informatius de la COPE i, per tant, el de presentador de l'informatiu estendard de la cadena, La palestra, convertint a aquest programa en l'informatiu del migdia més escoltat de la ràdio espanyola. Col·labora en programes televisius com 59" a Televisión Española, Parlem Clar de Canal Nou, Àgora de TV3, El Círculo a Primera Hora, Madrid opina de Telemadrid i Al Rojo Vivo de La Sexta. Entre setembre de 2009 i estiu de 2010 dirigí La Mañana, substituint Federico Jiménez Losantos. Fins a la ruptura de l'associació amb Jiménez Losantos, va publicar durant més de deu anys, una columna diària a Libertad Digital. També ha estat columnista del diari La Razón del 2009 al 2012. Després d'abandonar La Mañana torna a ser director d'Informatius de la COPE, càrrec que abandona en juliol de 2011 quan l'acabada de nomenar Presidenta de Castella-la Manxa María Dolores de Cospedal li assigna la direcció de l'Ens Públic regional de ràdio i televisió de Castella-La Manxa.
La seva designació com a director general de RTVCM va ser publicada el 22 de juliol de 2011 en el Diari Oficial de Castella-la Manxa mitjançant el decret 206/2011. Va prendre possessió d'aquest càrrec el 27 de juliol de 2011, i després de quatre anys de mandat en l'ens públic castellà-manxec, el 7 d'agost de 2015 va deixar el seu lloc com a director general de RTV Castella-la Manxa després d'haver estat destituït en el seu càrrec pel govern del socialista Emiliano García-Page.
La seva gestió va ser molt polèmica, amb contínues acusacions de manipulació informativa a favor de l'anterior govern popular de María Dolores Cospedal, en detriment del PSOE. Fins i tot el 2016 fou condemnat per vulneració del dret de vaga i de llibertat sindical. Va ser substituït per Carmen Amores, procedent de Ràdio i Televisió d'Andalusia. El febrer de 2018 fou imputat pel Tribunal de Comptes d'Espanya per malversació de més de 100.000 euros durant el seu mandat a la televisió castellanomanxega, però finalment la demanda fou desestimada dos mesos més tard.

## Obres
- La España del talante (2006)
- Zapatero: el efecto Pinocho, ed. La Esfera de los Libros, (2007).
- Prohibido Pasar (2008)

## Premis
- "Antena de Plata" (2005)
- "Antena de Oro" (2008)
- "Micrófono de Plata" APEI-PRTV (2006)
- "Quijote Universal" (2013)